# Typotheria
A Typotheria az emlősök (Mammalia) osztályának és a Notoungulata rendjének egyik alrendje.

## Tudnivalók
Cifelli, szerint a Typotheria alrend parafiletikus csoport lehetne, ha a Hegetotheria alrend két családját, az Archaeohyracidae- és a Hegetotheriidae-fajokat is ebbe az alrendbe helyeznénk.

## Rendszerezés
Az alrendbe az alábbi 5 család tartozik:
- †Archaeopithecidae
- †Campanorcidae
- †Interatheriidae
- †Mesotheriidae
- †Oldfieldthomasiidae

### Fordítás
Ez a szócikk részben vagy egészben  a   Typotheria című angol Wikipédia-szócikk fordításán alapul.  Az eredeti cikk szerkesztőit annak laptörténete sorolja fel. Ez a jelzés csupán a megfogalmazás eredetét és a szerzői jogokat jelzi, nem szolgál a cikkben szereplő információk forrásmegjelöléseként.